# St. Pauli (metrostation)
St. Pauli is een metrostation op de grens van de stadsdelen Neustadt en 
St. Pauli van de Duitse stad Hamburg. Het station werd geopend op 25 mei 1912 en wordt bediend door lijn U3 van de metro van Hamburg.
Direct ten oosten van het station ligt het Alte Elbpark, met daarin het Bismarck-Denkmal, een monumentaal gedenkteken uit 1906.